# Jersbek
Jersbek est une commune allemande de l'arrondissement de Stormarn, dans le Land de Schleswig-Holstein.

## Géographie
Jersbek se trouve dans la banlieue de Hambourg, à quatre kilomètres au nord-ouest de Bargteheide.

## Histoire
Jersbek est mentionné pour la première fois en 1310 sous le nom d'Yrekesbeke. Le village est connu pour son manoir construit en 1620, sa porte fortifiée de 1678 et sa glacière de 1736.
En 1588, le manoir de Jersbek est séparé du manoir de Borstel et devient un domaine de Hans von Buchwaldt. Le demeure de style Renaissance bâti sur une île est typique du Holstein, avec sa maison double avec chacune un toit en pente, des tours de pignon puis des ailes.
Le château connaît son apogée au milieu du XVIIIe siècle avec Benedikt von Ahlefeldt qui a créé un jardin baroque.
La commune de Jersbek s'est constituée en 1781 grâce à Paschen von Cossel qui a installé 30 familles sur son domaine. Ce dernier prononce l'abolition du servage en 1785, soit 20 ans avant la loi. Après l'annexion du Schleswig-Holstein par la Prusse en 1867, Jersbek intègre l'arrondissement de Stormarn. Avec l'application de la loi prussienne, le Gutsbezirk Jersbek est établi à côté de Jersbek ; les entités fusionnent en 1932.
En janvier 1978, Klein Hansdorf et Timmerhorn sont intégrés à Jersbek. Le village de Hartwigsahl, qui a moins de cinquante habitants, est fusionné à Bargfeld-Stegen.
Klein Hansdorf
Klein Hansdorf est mentionné en 1389 sous le nom de Johanstorpe Parrochie Berchteheyle. Il appartient au domaine de Tremsbüttel. En 1475, le duc Jean V de Saxe-Lauenbourg achète le village et s'occupe du bailliage de Tremsbüttel. Après la Réforme, le village est rapproché de cette commune.
En 1774, les terrains agricoles sont divisés. Après l'annexion du Schleswig-Holstein par la Prusse, Klein Hansdorf fait partie de l'arrondissement de Stormarn.
Dans les années 1960, Klein Hansdorf passe de village agricole à résidence de la banlieue de Hambourg.
Timmerhorn
Timmerhorn est mentionné en 1331 sous le nom de Tymmershorn pour un moulin du même nom.

## Source, notes et références
- (de) Cet article est partiellement ou en totalité issu de l’article de Wikipédia en allemand intitulé « Jersbek » (voir la liste des auteurs).